# Vizitdíj
A vizitdíj a háziorvosi ellátásért, fogászati ellátásért és járóbeteg szakellátásért fizetendő biztosításon felül, az orvosi ellátás igénybevételekor az ellátott által fizetendő alkalmanként egységesen fizetendő hozzájárulás.
Az egészségbiztosítás lehet 
- teljes, amikor nem kell az orvosi ellátásért közvetlenül fizetni, illetve
- részleges, amikor az ellátásért alkalmanként egy meghatározott összeget, vagyis vizitdíjat, más esetben %-os hozzájárulást kell fizetni az orvosi ellátásért.

A %-os hozzájárulás módja lehet visszatérítéses, vagyis amikor a beteg a kezelés teljes költségét megfizeti az orvosnak, számla ellenében, majd a kezelés egy részét a biztosító a számla alapján megtéríti.
Az európai országok egy részében teljes biztosítás van, egy másik részében részleges.
Teljeskörű biztosítás van, és a betegnek hozzájárulást nem kell fizetni az orvosi ellátáshoz az alábbi európai uniós tagállamokban:, Egyesült Királyság, Hollandia, Spanyolország, Litvánia, Málta, Lengyelország és a népszavazási kötelezés érvénybelépte után Magyarország.

## Magyarországon

Alapösszegű vizitdíj nyugtája 2007-ből

Magyarországon a teljes körű egészségbiztosítás gyakorlata alakult ki, vagyis nem kellett sem %-os hozzájárulást, sem vizitdíjat fizetni a biztosítási körben az orvosi ellátásért. A második Gyurcsány-kormány 2007. február 15-én vezette be  a vizitdíjat, a beteg-orvos találkozások csökkentésére és a társadalombiztosítás biztosítási körének csökkentésére, a költségek részleges áthárítására.
Összege alkalmanként 300 forint volt. A vizitdíjat a lakosság többsége elutasította, 2008. március 9-én népszavazás (az ún. „szociális népszavazás”) kötelezte a parlamentet és a kormányt a korábbi, teljes körű biztosítás visszaállítására 2009. január 1-jei határidővel. A népszavazáson a szavazópolgárok 50,1%-a vett részt, és a szavazók 82,62%-a a vizitdíj eltörlésére, a teljes körű társadalombiztosítás visszaállítására szavazott.
A kormány a népszavazás eredményének ismeretében 2008. március 31-ével megszüntette a vizitdíjat. A népszavazás következményeként az egészségügyi minisztert is menesztette a kormányfő, 2008. április 30-i hatállyal. Az egészségügyi miniszter menesztése az MSZP-SZDSZ koalíció felbomlásához vezetett.
A vizitdíjból a felnőtt háziorvosi praxisoknak átlagosan 186 000 Ft bevételük keletkezett 2007 márciusában (ez havi 620 orvosi ellátást jelent átlagosan).
A vizitdíj megszüntetéséig emelt összegű vizitdíjat kellett fizetni minden olyan esetben, ha a betegellátás nem rendelőben történt.
600 Ft-ot kellett fizetnie annak, aki:
- saját kezdeményezésére a háziorvosi rendelőn kívül vette igénybe a gyógyellátást
- saját kezdeményezésére nem annál a háziorvosnál vette igénybe, aki területi ellátásra kötelezett volt, illetve akihez bejelentkezett,

1000 Ft-ot, ha:
- az ügyeleti ellátást indokolatlanul vette igénybe
- a beutalóval igénybe vehető járóbeteg-szakellátást beutaló nélkül vette igénybe, illetőleg nem a beutaló szerinti egészségügyi szolgáltatónál vette igénybe.

A vizitdíj alól mentesültek:
- a 18 év alattiak
- akik tartós orvosi kezelésben részesültek
- a Honvédség, a hivatalos katasztrófavédelmi szervek, a rendvédelmi szervek tagjai
- azon véradók, akik legalább 30 alkalommal adtak teljes vért
- a tüdőszűrésre jelentkezők
- a hajléktalanok, amennyiben saját háziorvosuknál vették igénybe a kezelést, de ezen felül rájuk is érvényesek voltak a térítés kötelezettségei
- a sürgősségi vagy kötelező gyógykezelésben részesülők
- akik ugyanazon szolgáltatónál egy nap a második vagy többedik járóbeteg-szakellátást vették igénybe (és a vizitdíjat az első esetben már megfizették).

## Külföldön

### Országok, ahol van vizitdíj
Az alábbi országokban kell általánosságban az orvoslátogatáskor biztosított betegeknek is fizetniük.
- Amerikai Egyesült Államok (%-os hozzájárulás)
- Belgium (%-os hozzájárulás)
- Ciprus
- Csehország
- Dánia
- Finnország
- Franciaország
- Lengyelország
- Lettország (%-os hozzájárulás)
- Luxemburg
- Németország
- Írország (50 euró)
- Olaszország (%-os hozzájárulás)
- Portugália
- Svédország
- Szlovénia (%-os hozzájárulás)
- India
- Koszovó

### Országok, ahol nincs vizitdíj
- Egyesült Királyság
- Hollandia
- Spanyolország
- Litvánia
- Bulgária
- Románia
- Kanada
- (A népszavazás által kötelezetten 2009. január 1-jétől, a kormány által kezdeményezetten 2008. április 1-jétől) Magyarország.

## Külső hivatkozások
- Az Egészségügyi Minisztérium tájékoztatói a vizitdíjjal kapcsolatban
- www.vizitdij.hu
- Mindent a vizitdíjról - fn.hu
- Sólyom László államfő kihirdeti a vizitdíj eltörlését tartalmazó törvényt, 2008. március 25.